# Troktolit

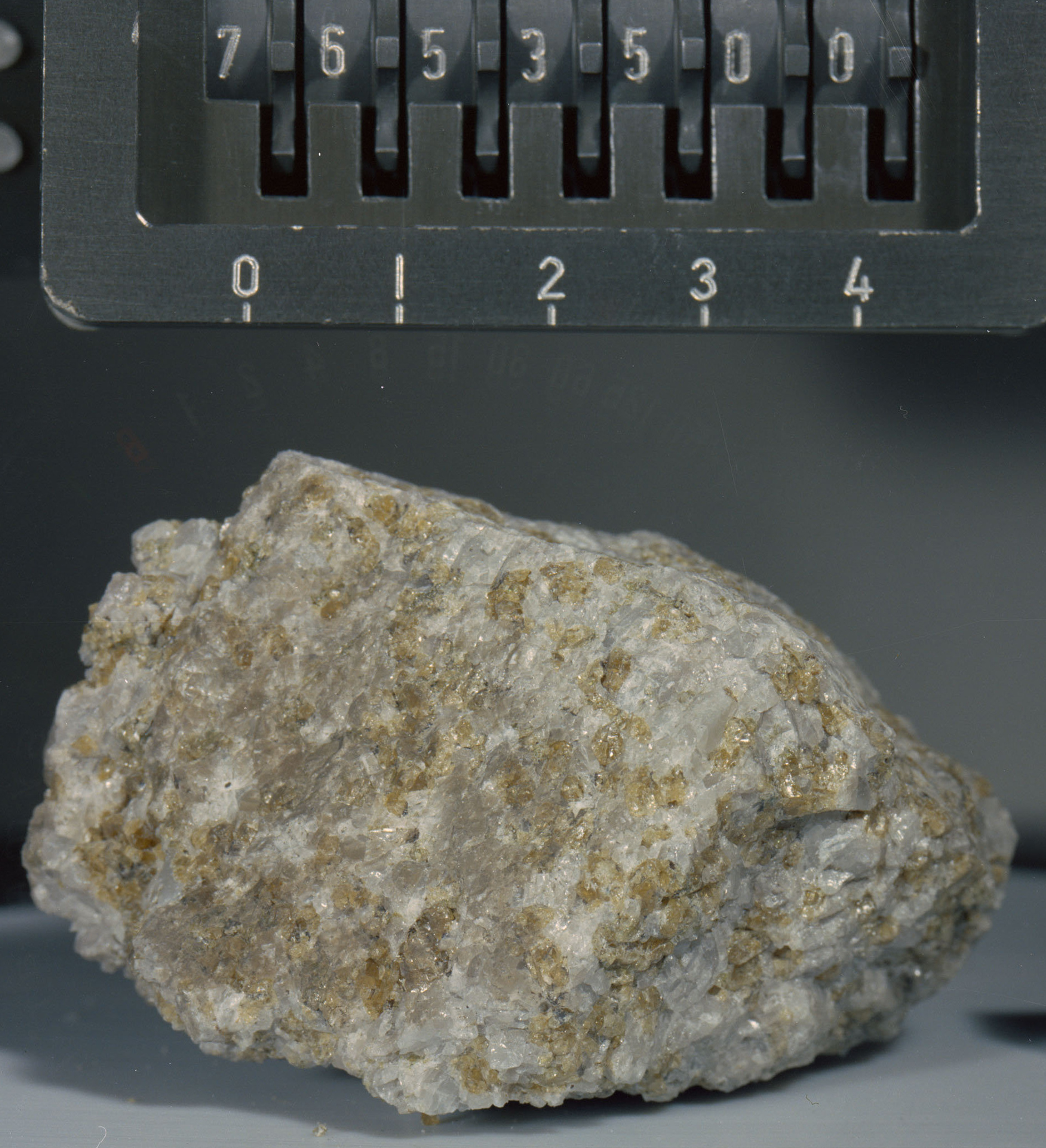
Vzorek troktolitu přivezený v rámci letu Apollo 17 z Měsíce

Troktolit (někdy označován jako pstruhovec) je ultramafická intruzivní magmatická hornina, která je tvořena převážně plagioklasem (labradoritem či bytownitem) a olivínem., ojediněle alkalickými živci (zejména K-živcem). Jedná se o přechodnou horninu mezi peridotitem a anortozitem.
Hornina je nejčastěji šedočerná s častým nazelenalým odstínem. Jelikož hornina vznikala postupným chladnutím, má všesměrnou zrnitost střední až hrubé velikosti. Na území Česka byly troktolity pozorovány v oblasti Ranského masívu.